# Der Schrei (1957)
Der Schrei (Originaltitel: Il grido) ist ein italienisch-US-amerikanisches Filmdrama von Michelangelo Antonioni aus dem Jahr 1957. Der preisgekrönte Film gilt zwar als spätes Werk des italienischen Neorealismus, geht aber mit seiner äußerst stilisierten Bildsprache und seiner existenzialistisch geprägten Psychologie der Figuren weit darüber hinaus.
Gemeinsam mit Chronik einer Liebe und Liebe 1962, ist der ikonische Schwarzweißfilm, einer von drei Filmen Antonionis, der 2008 auf die vom italienischen Kulturministerium gebilligte Liste „100 erhaltenswerte italienische Filme“ aufgenommen wurden. Die 100 für die Liste ausgewählten Filme entstanden zwischen 1942 und 1978 und haben das kollektive Gedächtnis Italiens maßgeblich geprägt.
Antonioni ist dafür bekannt, dass er sich der Isolation des Menschen sowie der Verwirrung seiner Gefühle auf eine pessimistische Art nähert. Im Zentrum dieser melancholisch dargebotenen Geschichte steht der vom Leben und der Liebe enttäuschte Fabrikarbeiter Aldo, der nach dem Scheitern seiner Beziehung, auf der Suche nach einem neuen Lebensinhalt durch Norditalien irrt.

## Handlung
Goriano ist ein kleiner Ort mit einer Zuckerfabrik, der in der italienischen Po-Ebene liegt. Es ist Winter. Dichter Nebel liegt über der Landschaft, den Häusern und den Menschen. Ohne mit ihr verheiratet zu sein lebt Aldo bereits seit sieben Jahren mit Irma zusammen und ist der Vater ihrer Tochter Rosina. Durch einen Brief erfährt Irma, dass ihr, vor Jahren nach Australien ausgewanderten Ehemann verstorben ist. Während Aldo vergeblich hofft, sie nun heiraten zu können, möchte sie nicht länger mit ihm zusammen sein. Sie trennt sich von ihm, um mit einem anderen Mann, den sie seit kurzem liebt, noch einmal neu anfangen. Aldo ist erschüttert und möchte sie nicht verlieren. In seiner Verzweiflung schlägt er ihr auf offener Straße mehrmals ins Gesicht. Stumm schauen die Bewohner des Ortes zu.
Mit der gemeinsamen Tochter Rosina verlässt Aldo den Ort. Wehmütig blickt Rosina zurück. Sie besuchen Elvia, Aldos ehemalige Freundin, die ihren Lebensunterhalt als Schneiderin verdient und ihn immer noch liebt. Zunächst freut Elvira sich über seine Anwesenheit und ist auch zu Rosina sehr zuvorkommend. Als jedoch Irma kurz darauf einen Koffer mit Kleidung für Aldo und Rosina vorbeibringt und ihr von der Trennung erzählt, ahnt sie, dass er nur gekommen ist, weil Irma ihn verlassen hat. Als sie ihn zur Rede stellen will, weicht er ihr aus und sie fordert ihn auf, weiter zu ziehen. Am nächsten Morgen hat er sich mit seiner Tochter auf den Weg gemacht.
Ziellos ziehen Vater und Tochter durch verlassene Landschaften und über einsame Landstraßen. Schließlich bleiben sie bei der attraktiven und selbstbewussten Virginia, die mit ihrem alten Vater eine Tankstelle betreibt. Gegen Kost und Logis hilft Aldo auf der einsam gelegenen Tankstelle. Rosina versteht sich gut mit dem Alten, einem Anarchisten und Trinker. Als Rosina bemerkt, dass sich zwischen der verwitweten Virginia und Aldo eine Affäre entwickelt, ist sie verstört. Schweren Herzens kauft Aldo seiner Tochter eine Busfahrkarte und schickt sie nach Hause zu ihrer Mutter. Er weiß, dass das Kind unter der Situation leidet. Auch in der Beziehung mit Virginia sieht er keine Zukunft und verlässt sie, während sie in einem Café auf ihn wartet.
Aldo reist weiter, bis er einen Job als Hafenarbeiter findet und darüber nachdenkt nach Venezuela zu gehen. Er lernt Andreina kennen, eine junge Prostituierte, die in einer schäbigen Hütte am Fluss lebt. Sie ist krank und er hilft ihr medizinische Unterstützung zu finden und bleibt bei ihr. Die beiden kommen einander näher und erzählen sich aus ihrem Leben, während es regnet, bis das Dach der Hütte undicht wird. Als weder Geld noch Essen im Haus sind, macht Andreina sich zurecht, um einen Restaurantbesitzer zu treffen und ein paar Lire zu verdienen. Aldo folgt ihr unbemerkt und beobachtet sie. Aldo ist nicht in der Lage, zu akzeptieren, wie sie ihren Lebensunterhalt verdient und fängt einen Streit mit ihr an, der damit endet, dass er geht und sie verzweifelt zurückbleibt.
Per Anhalter kehrt Aldo in seinen Heimatort zurück. Er sieht seine Tochter in dem Haus des neuen Mannes von Irma verschwinden. Durch das Fenster beobachtet er, wie Irma ein Baby wickelt. Verzweifelt wendet er sich ab und geht davon. Doch sie hat ihn entdeckt und folgt ihm. Während sich der ganze Ort zu einer Demonstration gegen den Bau eines neuen Flugplatzes versammelt, geht Aldo zu der Zuckerfabrik, in der er noch vor einem Jahr gearbeitet hat. Irma folgt ihm auf das verlassene Betriebsgelände. Er wirkt orientierungslos, als er die Wendeltreppe hochsteigt, die sich um einen Reffinierieturm schlängelt. Irma ruft seinen Namen, wie in Trance dreht er sich zu ihr, bevort er sich in die Tiefe stürzt. Mit schmerzverzerrtem Gesicht stößt sie einen gellenden Schrei aus. Während die Demonstration der Ortsansässigen das Fabrikgelände erreicht beugt sie sich über den Toten und trauert um ihn.

## Rezeption
„Michelangelo Antonioni wählte graue, kunstvoll triste Bilder, um den Seelenzustand seines desillusionierten Helden darzustellen und fand damit zu seinem eigenen ästhetischen Stil. Der Regisseur hält ‚Der Schrei‘ für einen seiner besten, persönlichsten Filme. Melancholie pur, großartig fotografiert.“

„Einer der großen Meister des italienischen Films, Regisseur Michelangelo Antonioni, drehte dieses ergreifende Psychogramm eines verlassenen Mannes. In diesem Film, der 1957 auf den Festspielen in Locarno mit dem Großen Preis der Kritik ausgezeichnet wurde, fand Antonioni erstmals zu seinem eigenen Stil.“

„Wer einmal ‚Der Schrei‘ (1957) sah, für den werden sich die schwermütige Flußlandschaft am Po mit den ärmlichen Hütten, der vom Leben enttäuschte Arbeiter Aldo, der mit seiner Tochter an einer Straße entlang geht, und sein Sprung am Ende von einem Fabrikturm für immer als etwas Zusammengehöriges eingeprägt haben.“

„Antonioni gelangte mit diesem pessimistischen Außenseiterporträt erstmals zu einer konsequenten Ausformung seines Stils: In den grauen, trostlosen Schauplätzen teilt sich die innere Verfassung seines Helden unaufdringlich mit; ohne viele Worte, aber reich an symbolischen Details entsteht das Bild einer Grenzsituation, in der sich später vor allem Antonionis Frauengestalten wiederfinden. - Sehenswert.“

## Auszeichnungen
- 1957: Locarno Film Festival; „Goldener Leopard“ für Michelangelo Antonioni
- 1958: Nastro d’Argento für  Gianni Di Venanzo in der Kategorie „Beste Kamera“
- 1959: Avellino Neorealism Film Festival: „Laceno d'oro“ (Hauptpreis)[7]